# Déjà Vu (canção de J. Cole)
"Déjà Vu" é uma canção do rapper estadunidense J. Cole. Foi lançada em 10 de Janeiro de 2017 como primeiro single de seu quarto álbum de estúdio 4 Your Eyez Only, com o selo das editoras discográficas; Dreamville Records, Roc Nation e Interscope Records.

## Antecedentes
A canção foi escrita por Jermaine Cole e produzida principalmente por Vinylz e Boi-1da, com produção adicional de Cole, Velous e Ron Gilmore. "Deja Vu" contém samples do single "Swing My Way" da dupla estadunidense KP & Envyi.

## Desempenho comercial
Na semana de lançamento do álbum, Déjà Vu estreou na sétima posição da Billboard Hot 100, se tornado a melhor estreia de um canção do rapper e sua canção mais bem sucedida na parada.

## Desempenho nas paradas
| Paradas (2016)                                | Melhor posição |
| --------------------------------------------- | -------------- |
| Austrália (ARIA)                              | 45             |
| Bélgica (Ultratip Bubbling Under de Flandres) | 43             |
| Canadá (Canadian Hot 100)                     | 7              |
| Estados Unidos (Billboard Hot 100)            | 7              |
| Estados Unidos (Billboard R&B/Hip-Hop Songs)  | 2              |
| Nova Zelândia (RMNZ Heatseekers)              | 2              |
| Países Baixos (Single Top 100)                | 69             |
| Reino Unido (UK Singles Chart)                | 30             |
| Suécia (Sverigetopplistan)                    | 50             |
| Suíça (Schweizer Hitparade)                   | 46             |